# Junkers Gymnastikinstitut
Junkers Gymnastikinstitut eksisterede i Silkeborg i årene 1910-1940. Det blev oprettet af  Hans Grunnet Junker (1875-1948), der var læreruddannet fra Silkeborg Seminarium og videreuddannet som gymnastikinstruktør. I nogle år fungerede H.G. Junker som gymnastikinstruktør i England, men fra 1910 etablerede han sig i Silkeborg først i sin privatbolig på Åhavevej og fra 1915 i det nyopførte gymnastikinstitut, ligeledes på Åhavevej (i dag Åhavevej 93-95). 
Junkers Gymnastikinstitut var en imponerende institution med måske nordens flotteste gymnastiksal, dagligrum, spiserum, lærerværelser, undervisningsrum og ca. 25 elevværelser. Instituttet blev udbygget i 1924 med endnu en etage over gymnastiksalen, og instituttet fik herefter i alt 52 elevværelser - alle enkeltværelser. Undervisningen foregik på engelsk - og var beregnet til unge fra den engelsksprogede verden. De udenlandske elever kom til Silkeborg for at få en uddannelse i "Psysical Education" (PE), og efter endt uddannelse kunne eleverne blive ansat som faglærer i idræt og fritidsaktiviteter i deres hjemlande. 
Uddannelsen var i perioden 1910-1916 etårig, i perioden 1916-1929 toårig og i perioden 1929-1940 treårig. Frem til 1929 uddannede instituttet både mænd og kvinder, men efter 1929 kun kvinder. Uddannelsens forandringer skyldtes krav fra de engelske og skotske skolemyndigheder. De tre årgange blev kaldt for juniors, inters og seniors. Uddannelsen indeholdt undervisning i gymnastik, dans, teoretiske fag (pædagogik og praktisk undervisning m.m.), anatomi, massage, diverse sportsgrene som f.eks. hockey og tennis mm. I forbindelse med overgangen til den treårige uddannelsen blev uddannelsen udbygget med spejderaktiviteter og svømmeundervisning. Instituttet fik sin egen spejdertrop - Silkeborg 2. Trop. 
Instituttet fik med tiden egen tennisbane, og ved Almind Sø fik det eget udendørs svømmebad. 
Instituttets elever havde praktik på Borgerskolen i Silkeborg, og i mellemkrigstiden havde silkeborgensiske skolebørn således gymnastiktimer med de engelske "misser", som de engelsktalende elever blev kaldt i folkemunde.  
Den tyske besættelsesmagt beslaglagde Junkers Gymnastikinstitut i 1940, og det blev enden på gymnastikinstituttet. Bygningerne har siden været brugt til Gudenå Kurbad og er i dag ombygget til Gudenåhus.